# Lac Des Champs
Lac Des Champs är en sjö i Kanada.   Den ligger i regionen Nord-du-Québec och provinsen Québec, i den östra delen av landet, 700 km norr om huvudstaden Ottawa. Lac Des Champs ligger 295 meter över havet. Arean är 12,9 kvadratkilometer. Den sträcker sig 4,3 kilometer i nord-sydlig riktning, och 8,1 kilometer i öst-västlig riktning.
Trakten runt Lac Des Champs är nära nog obefolkad, med mindre än två invånare per kvadratkilometer.